# Literatura grega
La literatura grega engloba tant els escrits de l'antiga Grècia, corresponents a la literatura clàssica, com les obres produïdes a Grècia o en altres països emprant el grec.

## Precedents
La primera literatura grega està composta de llegendes i mites que es transmetien de forma oral. Molts d'ells s'han perdut amb el pas del temps i en conservem resums parcials en altres obres o recordatoris, com els de la Crestomatia de Procle.

## Literatura grega antiga

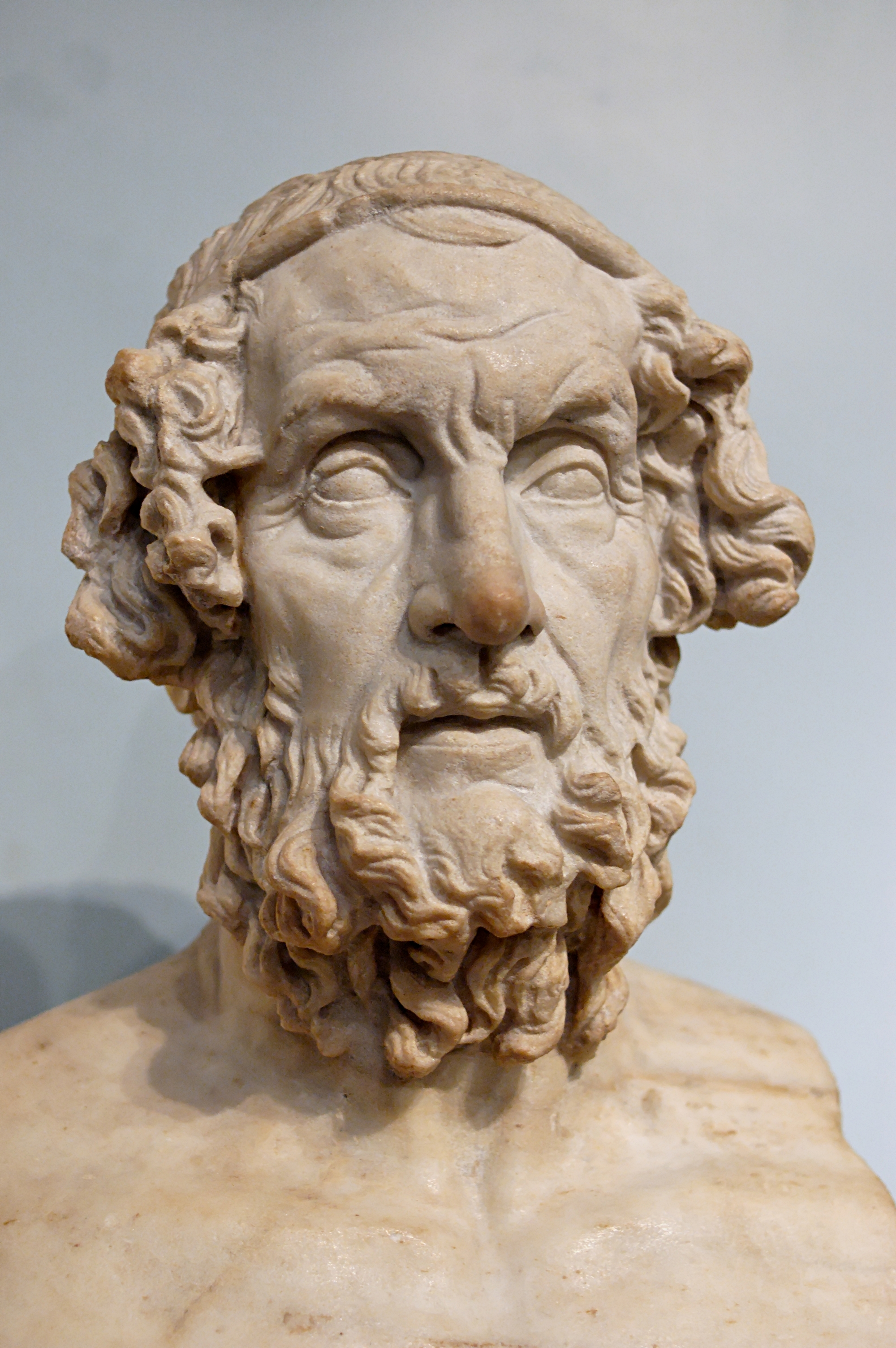
Bust d'Homer

### Poesia èpica
Les primeres obres destacables, que seran el model de tota la literatura grega posterior, són els dos poemes èpics d'Homer, La Ilíada i l'Odissea. En ells es narren episodis de la Guerra de Troia i la tornada dels herois a casa, usant part dels mites de l'època arcaics i forjant epítets i fórmules que esdevindran clàssics. D'una època similar és Hesíode, que també barreja èpica i mitologia, però amb una presència més clara de l'autor.

### Poesia lírica
L'elegia és el primer gènere del qual es conserven obres, com les d'Arquíloc, que canta a la seva pàtria destruïda per la guerra. Dins el període preclàssic va florir l'oda com a cançó amorosa, que va dotar a la lírica de l'intimisme que l'acompanyaria en segles posteriors. Els autors més destacats són Safo, Anacreont o Alceu.

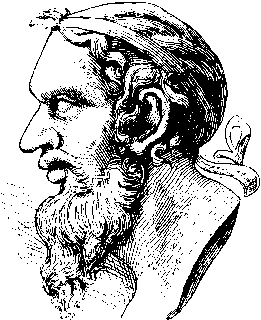
Anacreont

A la Grècia Antiga part de la poesia estava destinada a ser cantada en cor a festivals i concursos, com els versos de Píndar, que lloava els vencedors als Jocs Olímpics inserint descripcions sobre llinatges, pàtries i pregàries als déus.
Ja al període hel·lenístic, Cal·límac va compondre himnes als déus on els retrata com a gairebé humans, lluny de la solemnitat i la màgia homèriques. Aquest model va inspirar les representacions artístiques posteriors, plenes d'escenes domèstiques. Teòcrit, per la seva banda, va ser el principal poeta pastoral.

### Poesia dramàtica
A Grècia van sorgir els dos grans gèneres teatrals: la tragèdia i la comèdia. La primera tractava de temes nobles i passions complexes, mentre que la segona tenia un final feliç, un to més lleuger i predominaven els embolics de trama amorosa. Els tràgics més destacats componien cicles de rerefons mític i llegendari: Èsquil, Sòfocles i Eurípides. El comediògraf de més èxit va ser Aristòfanes i a la segona època (l'anomenada comèdia nova), Menandre.

### Prosa
Dins la prosa, composta per ser llegida, el gènere per excel·lència va ser la història, amb Heròdot i Tucídides, que se centren en el període de conflicte entre Grècia i Pèrsia. El primer és més imparcial i té una vocació etnogràfica, mentre que el segon dona més importància als discursos i als personatges. Un altre historiador cabdal fou Xenofont.
La faula va ser un gènere breu que buscava l'alliçonament moral a través de narracions on els protagonistes sovint eren animals. El principal impulsor va ser Isop, el model del qual va triomfar a Europa durant l'edat mitjana (amb els exempla) i a les faules neoclàssiques.
L'oratòria va lligar-se a la democràcia atenenca, on els discursos polítics servien per persuadir els partidaris i ridiculitzar els adversaris. L'orador més brillant fou Demòstenes, que amb la seva passió va fer carrera malgrat les seves dificultats inicials.

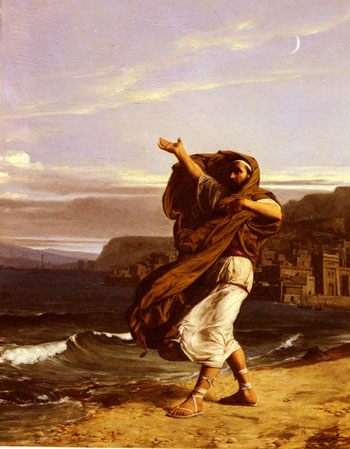
Demòstenes, en una pintura de Jean Lecomte du Nouÿ

Per la influència que va tenir posteriorment cal destacar l'obra de Teofrast, qui va descriure breument, com apunts entre narratius i enciclopèdics, els caràcters més usuals de la literatura. Els seus arquetips es poden rastrejar als personatges de drames i novel·les de tot Europa.
La filosofia també té un caràcter literari, com els diàlegs de Plató, els mites que usa per explicar el seu missatge o els tractats d'Aristòtil, precedents de l'assaig modern. Aquests dos pensadors marquen dos pols oposats, idealisme i realisme, que perduraran en la tradició occidental.

## Literatura romana d'Orient
Quan Grècia va passar a formar part de l'Imperi Romà d'Orient va aparèixer un nou tipus de literatura, lligada al cristianisme, a les refundicions i a les cròniques històriques. Inspirada en aquesta època (no escrita en ella) està la novel·la bizantina, que és una narració d'aventures de caràcter exòtic.

## Literatura grega moderna
El nom més conegut de la literatura grega moderna és el del poeta Konstandinos Petru Kavafis. Dos autors van arribar a obtenir el Premi Nobel de Literatura: Giorgos Seferis i Odysseus Elytis.